# Tipula kariyana
Tipula kariyana är en tvåvingeart som beskrevs av Alexander 1966. Tipula kariyana ingår i släktet Tipula och familjen storharkrankar. Inga underarter finns listade i Catalogue of Life.